# 7B
7B (ros. 7Б) – rosyjski zespół estradowy.
W marcu 2001 grupa rozpoczęła pracę nad wydaniem albumu. Pierwszy utwór pojawił się na antenie Naszego Radia i szybko znalazł się w czołówce listy przebojów. Zaraz po ukazaniu się wspomnianego debiutanckiego albumu zespół stał się jedną z najpopularniejszych grup; od początku jej liderem jest Iwan Demian.

## Dyskografia
- Mołodyje wietra (Молодые ветра);
- Inopłanietien (Инопланетен);
- Otrażatiel (Отражатель).

## Teledyski
- Mołodyje wietra (Молодые Ветра);
- Ja lubow (Я любовь)